# Gneo Flavio
Gneo Flavio (fl. IV secolo a.C.) è stato un giurista romano del IV secolo a.C..
Figlio di un liberto e scriba di Appio Claudio Cieco, viene ricordato negli annali della giurisprudenza romana per aver divulgato il testo delle formule procedurali, sino ad allora privilegio dei patrizi, la cui raccolta fu detta Ius Flavianum e costituì il primo nucleo del Diritto romano. 
Successivamente pubblicò il calendario dei fasti, ovvero dei giorni in cui era consentito stare in giudizio, ad evitare che il popolo fosse costretto ad interpellare i sacerdoti per conoscerli. 
Assunse la carica di edile curule, insieme a Quinto Anicio Prenestino, ed alla sua opera, nel 304 a.C., venne dedicato un tempio alla Concordia, costruito nell'area Volcani.